# Боярышник мексиканский
Боярышник мексиканский (лат. Crataegus mexicana) — дерево, вид рода Боярышник (Crataegus) семейства Розовые (Rosaceae).

## История

### Применение у ацтеков
В своём фундаментальном произведении «Общая история дел Новой Испании» (1547—1577) Бернардино де Саагун, опираясь на сведения ацтеков о свойствах растений, привел различные сведения, предположительно, о боярышнике мексиканском, в частности о том, что:

Деревья, на которых растут местные мансанильи, среднего размера и образуют крону. У них плотная древесина, плод их называется как и дерево тешокотль, они желтые и красные снаружи, а внутри белые, и косточки внутри очень хороши для еды.

## Распространение и экология
Родина растения — горные районы Мексики и Гватемалы, Гондураса и Коста-Рики. Растение также интродуцировано в андском регионе Южной Америки и в Южной Африке.

## Ботаническое описание
Крупный полувечнозелёный кустарник или небольшое дерево высотой 5-10 м.
Листья овально-ромбовидные 4-8 см длиной с зазубренными краями.
Цветки беловатые диаметром до 2 см, имеют запах гнилой рыбы.
Плод — овальное, продолговатое яблоко до 2 см длиной и до 1,5 см шириной, созревает поздней зимой, незадолго до нового цветения дерева.

## Значение и применение
Часто культивируется из-за съедобных плодов. Плоды растения в Мексике употребляются в пищу в больших количествах. Они едятся в сыром, варёном и консервированном виде. Благодаря высокому содержанию пектина в плодах, они используются для его получения в промышленных масштабах.
Листья и плоды растения также используются на корм скоту.
Корни — мочегонное и слабительное средство.
Древесина используется на дрова и строительный материал.
|                                                 |  |
| Плоды боярышника мексиканского. Джем из плодов. |  |

## Таксономия
Вид Боярышник мексиканский входит в род Боярышник (Crataegus) трибы Pyreae подсемейства Спирейные (Spiraeoideae) семейства Розовые (Rosaceae) порядка Розоцветные (Rosales).
|  |                                      |  |                                                              |                                                              |                   |  | ещё 8 семейств (согласно Системе APG III) | ещё 8 семейств (согласно Системе APG III)    |                                              |  |  |  | ещё 7 триб (согласно Системе APG III)         | ещё 7 триб (согласно Системе APG III)         |  |  |  |  | ещё от 200 до 300 видов | ещё от 200 до 300 видов |
|  |                                      |  |                                                              |                                                              |                   |  | ещё 8 семейств (согласно Системе APG III) | ещё 8 семейств (согласно Системе APG III)    |                                              |  |  |  | ещё 7 триб (согласно Системе APG III)         | ещё 7 триб (согласно Системе APG III)         |  |  |  |  | ещё от 200 до 300 видов | ещё от 200 до 300 видов |
|  |                                      |  |                                                              | порядок Розоцветные                                          |                   |  |                                           |                                              | подсемейство Спирейные                       |  |  |  |                                               | род Боярышник                                 |  |  |  |  |                         |                         |
|  |                                      |  |                                                              | порядок Розоцветные                                          |                   |  |                                           |                                              | подсемейство Спирейные                       |  |  |  |                                               | род Боярышник                                 |  |  |  |  |                         |                         |
|  | отдел Цветковые, или Покрытосеменные |  |                                                              |                                                              | семейство Розовые |  |                                           |                                              | триба Pyreae                                 |  |  |  | вид Боярышник мексиканский                    |                                               |  |  |  |  |                         |                         |
|  | отдел Цветковые, или Покрытосеменные |  |                                                              |                                                              |                   |  |                                           |                                              |                                              |  |  |  |                                               |                                               |  |  |  |  |                         |                         |
|  |                                      |  | ещё 44 порядка цветковых растений (согласно Системе APG III) | ещё 44 порядка цветковых растений (согласно Системе APG III) |                   |  |                                           | ещё 8 подсемейств (согласно Системе APG III) | ещё 8 подсемейств (согласно Системе APG III) |  |  |  | ещё около 60 родов (согласно Системе APG III) | ещё около 60 родов (согласно Системе APG III) |  |  |  |  |                         |                         |
|  |                                      |  |                                                              | ещё 44 порядка цветковых растений (согласно Системе APG III) |                   |  |                                           |                                              | ещё 8 подсемейств (согласно Системе APG III) |  |  |  |                                               | ещё около 60 родов (согласно Системе APG III) |  |  |  |  |                         |                         |